# 뱅가드 애니메이션
종종 뱅가드 애니메이션 (영어: Vanguard Animation) 으로만 명명되는 Vanguard Films & Animation은 프로듀서 존 H. 윌리엄스 와 닐 브라운 이 2002년에 설립한 미국 제작 스튜디오이다.                                                                                                                                              

## 뱅가드 제작 애니메이션
- 변종 (2005)
- 엘라의 모험: 해피엔딩의 위기 (2006)
- 스페이스 침스 (2007)
- 스페이스 침스 2 (2010)
- 출동! 도토리 구조대 (2015)
- 몬스터 하우스 (2017)
- 프린스 챠밍 (2018)
- 밀리언 달러 트러블 (2019)
- 피어리스 (2020)
- 랠리 로드 레이서 (2023)
- 구스 체이스 (2026)